# 大学校一覧
大学校一覧（だいがっこういちらん）は、日本における大学校の名称を有する様々な教育訓練施設を設置者別に一覧で示したものである。

## 説明
学校教育法（昭和22年法律第26号）では、教育施設の目的や、修業年限などにより、大学、短期大学、専修学校の名称の用い方が限定されているが、「大学校」や「短期大学校」の名称の用い方には、法令における規定はない。
必ずしも、大学校は大学相当、短期大学校は短期大学相当の教育を行うものではない。大学と同様に学士の学位を取得できる大学校がある一方で、大学校と名乗っていても修業年限が2年で短期大学相当の大学校や、専修学校と認定されている大学校もある。また、公務員の研修施設という位置づけの大学校や、市民を対象に講座等を開催する地方公共団体の組織としての大学校（市民大学講座）など、様々な形態がある。
したがって、この一覧では、大学校と短期大学校を区別せず、設置者別に分類した。大学校の役割・機能や入学対象者別の分類については、「大学校」の項目を参照すること。

## 国による設置
国が設置する大学校のうち、以下の一覧の最初の5校では、入学した学生は国家公務員となり、給料も支給され、学費は無料とされる。しかし年齢制限を設けているため、過年度生（浪人）など年齢の高い人は入学する事が出来ない場合がある。この5校については年齢等の制限を付記した。
- 防衛大学校（防衛省の施設等機関で文教研修施設）（本科は一般20歳以下、自衛官22歳以下。大学院に相当する研究科は除く。）
- 防衛医科大学校（防衛省の施設等機関で文教研修施設）（20歳以下。大学院に相当する医学研究科は除く。）
- 航空保安大学校（国土交通省の文教研修施設）（高等学校卒業後3年以内）
- 気象大学校（国土交通省気象庁の文教研修施設）（19歳以下）
- 海上保安大学校（国土交通省海上保安庁の文教研修施設）（19歳以下）
- 警察大学校（内閣府国家公安委員会警察庁の付属機関で教育訓練施設）
- 自治大学校（総務省の文教研修施設）
- 消防大学校（総務省消防庁の施設等機関で教育訓練機関）
- 税務大学校（財務省国税庁の文教研修施設）
- 国土交通大学校（国土交通省の文教研修施設、旧建設大学校）

## 独立行政法人による設置
独立行政法人が設置しているものには次のものがある。
- 水産大学校（農林水産省所管の国立研究開発法人水産研究・教育機構）
- 海技大学校（国土交通省所管の独立行政法人海技教育機構）
- 海上技術短期大学校（国土交通省所管の独立行政法人海技教育機構）
  - 国立宮古海上技術短期大学校（2008年度開校）
  - 国立清水海上技術短期大学校
  - 国立波方海上技術短期大学校
- 航空大学校（国土交通省所管の独立行政法人航空大学校）
- 国立看護大学校（厚生労働省所管の国立研究開発法人国立国際医療研究センター）
- 労働大学校（厚生労働省所管の独立行政法人労働政策研究・研修機構）
- 職業能力開発総合大学校（厚生労働省所管の独立行政法人高齢・障害・求職者雇用支援機構）
- 職業能力開発大学校（厚生労働省所管の独立行政法人高齢・障害・求職者雇用支援機構）（全10校[1]）
  - 北海道職業能力開発大学校
  - 東北職業能力開発大学校
    - 東北職業能力開発大学校附属青森職業能力開発短期大学校
    - 東北職業能力開発大学校附属秋田職業能力開発短期大学校

  - 関東職業能力開発大学校
    - 関東職業能力開発大学校附属千葉職業能力開発短期大学校

  - 北陸職業能力開発大学校
    - 北陸職業能力開発大学校附属新潟職業能力開発短期大学校
    - 北陸職業能力開発大学校附属石川職業能力開発短期大学校

  - 東海職業能力開発大学校
    - 東海職業能力開発大学校附属浜松職業能力開発短期大学校

  - 近畿職業能力開発大学校
    - 近畿職業能力開発大学校附属滋賀職業能力開発短期大学校
    - 近畿職業能力開発大学校附属京都職業能力開発短期大学校

  - 中国職業能力開発大学校
    - 中国職業能力開発大学校附属島根職業能力開発短期大学校
    - 中国職業能力開発大学校附属福山職業能力開発短期大学校

  - 四国職業能力開発大学校
    - 四国職業能力開発大学校附属高知職業能力開発短期大学校

  - 九州職業能力開発大学校
    - 九州職業能力開発大学校附属川内職業能力開発短期大学校

  - 沖縄職業能力開発大学校
- 職業能力開発短期大学校（厚生労働省所管の独立行政法人高齢・障害・求職者雇用支援機構）（全1校[2]）
  - 港湾職業能力開発短期大学校横浜校
  - 港湾職業能力開発短期大学校神戸校
- 中小企業大学校（経済産業省所管の独立行政法人中小企業基盤整備機構）（全9校）
  - 中小企業大学校東京校
  - 中小企業大学校旭川校
  - 中小企業大学校仙台校
  - 中小企業大学校三条校
  - 中小企業大学校瀬戸校
  - 中小企業大学校関西校
  - 中小企業大学校広島校
  - 中小企業大学校直方校
  - 中小企業大学校人吉校
- 都市再生大学校（国土交通省所管の独立行政法人都市再生機構）
- 市民大学校
  - 地球環境市民大学校（環境省所管の独立行政法人環境再生保全機構）

## 都道府県による設置
都道府県の設置によるものには、次のものがある。
- 道府県農業大学校
  - 北海道立農業大学校（専修学校専門課程[3]）
  - 青森県営農大学校（専修学校専門課程[3]）
  - 青森県農業大学校（平成17年度より募集停止）
  - 岩手県立農業大学校（専修学校専門課程[3]）
  - 宮城県農業大学校（専修学校専門課程[3]）
  - 東北農林専門職大学附属農林大学校（専修学校専門課程[3]）
  - 福島県農業総合センター農業短期大学校（専修学校専門課程[3]）
  - 茨城県立農業大学校（専修学校専門課程[3]）
  - 栃木県農業大学校（専修学校専門課程[3]）
  - 群馬県立農林大学校（専修学校専門課程[3]）
  - 埼玉県農業大学校（専修学校専門課程[3]）
  - 千葉県立農業大学校（（専修学校専門課程[3]）
  - 神奈川県立農業大学校（平成8年度に神奈川県立かながわ農業アカデミー（平成22年度に神奈川県農業技術センターに統合）に改称）
  - 新潟県農業大学校（専修学校専門課程[3]）
  - 専門学校山梨県立農林大学校（専修学校専門課程[3]）
  - 長野県農業大学校（専修学校専門課程[3]）
  - 岐阜県農業大学校
  - 愛知県立農業大学校（専修学校専門課程[3]）
  - 三重県農業大学校（専修学校専門課程[3]）
  - 滋賀県立農業大学校（専修学校専門課程[3]）
  - 京都府立農業大学校
  - 大阪府立環境農林水産総合研究所農業大学校
  - 兵庫県立農業大学校（専修学校専門課程[3]）
  - なら食と農の魅力創造国際大学校（旧　奈良県農業大学校）
  - 和歌山県農林大学校（専修学校専門課程[3]）
  - 鳥取県立農業大学校（専修学校専門課程[3]）
  - 島根県立農業大学校
  - 岡山県農業総合センター農業大学校（専修学校専門課程[3]）
  - 広島県立農業技術大学校（専修学校専門課程[3]）
  - 山口県立農業大学校（専修学校専門課程[3]）
  - 徳島県立農林水産総合技術支援センター農業大学校（専修学校専門課程[3]）
  - 香川県立農業大学校（専修学校専門課程[3]）
  - 愛媛県立農業大学校（専修学校専門課程[3]）
  - 高知県立農業大学校（専修学校専門課程[3]）
  - 福岡県農業大学校
  - 佐賀県農業大学校（専修学校専門課程[3]）
  - 長崎県立農業大学校
  - 熊本県立農業大学校（専修学校専門課程[3]）
  - 大分県立農業大学校（専修学校専門課程[3]）
  - 宮崎県立農業大学校（専修学校専門課程[3]）
  - 鹿児島県立農業大学校（専修学校専門課程[3]）
  - 沖縄県立農業大学校
- 林業大学校
  - 栃木県林業大学校（2024年春開校）[4]
  - 長野県林業大学校（専修学校専門課程[3]）
  - 京都府立林業大学校
- 都道府県立職業能力開発短期大学校
  - 福島県立テクノアカデミー郡山職業能力開発短期大学校
  - 福島県立テクノアカデミー浜職業能力開発短期大学校
  - 福島県立テクノアカデミー会津職業能力開発短期大学校
  - 岩手県立産業技術短期大学校
  - 山形県立産業技術短期大学校
    - 山形県立産業技術短期大学校庄内校

  - 茨城県立産業技術短期大学校
  - 神奈川県立産業技術短期大学校
  - 山梨県立産業技術短期大学校
  - 長野県工科短期大学校
  - 長野県南信工科短期大学校
  - 岐阜県立国際たくみアカデミー職業能力開発短期大学校
  - 広島県立技術短期大学校（愛称: テクノカレッジ広島）
  - 熊本県立技術短期大学校
  - 大分県立工科短期大学校
- 都道府県立職業能力開発校
  - 兵庫県立但馬技術大学校（職業能力開発校である兵庫県立豊岡高等技術専門学院を併設する施設）
  - 兵庫県立ものづくり大学校（職業能力開発校である兵庫県立姫路高等技術専門学院が2011年4月に移転拡充）
- 医療・福祉系専修学校
  - 栃木県立衛生福祉大学校（専修学校専門課程、保健師、看護師、歯科衛生士、歯科技工士、臨床検査技師、等の医療資格取得）
  - 神奈川県立平塚看護大学校
  - 長野県福祉大学校（専修学校専門課程、保育士及び介護福祉士を養成）
  - 奈良看護大学校（専修学校専門課程、看護師資格取得、地方独立行政法人奈良県立病院機構が設置）
- 市民大学校
  - 栃木県シルバー大学校（社会福祉法人とちぎ健康福祉協会が運営）
  - 千葉県生涯大学校
  - 石川県民大学校
  - 鳥取県高齢者大学校「ことぶき学園」（社会福祉法人鳥取県社会福祉協議会が運営）
  - 島根県高齢者大学校（社会福祉法人島根県社会福祉協議会が運営）
  - 広島県高齢者健康福祉大学校（財団法人広島県健康福祉センターが運営）
  - 徳島県立総合大学校
  - 徳島県シルバー大学校（財団法人とくしま“あい”ランド推進協議会が運営）
  - 徳島県消費者大学校
  - 愛媛県高齢者大学校（社会福祉法人愛媛県社会福祉協議会が運営）
  - 長崎県すこやか長寿大学校（財団法人長崎県すこやか長寿財団が運営）
  - 熊本さわやか大学校（財団法人熊本さわやか長寿財団が運営）
  - 沖縄県かりゆし長寿大学校（財団法人沖縄県いきいきふれあい財団が運営）
  - 高齢者交通安全大学校（福井県警察本部）
  - 高齢者交通安全大学校（岐阜県警察本部）
- その他
  - 福井県中小企業産業大学校（財団法人ふくい産業支援センターが運営する福井県の人材育成機関）
- 職員研修施設
  - 岐阜県地方自治大学校（岐阜県、県民ふれあい会館内）

## 市区町村による設置
市区町村が設置するものには、次のものがある。
- 金沢職人大学校（石川県金沢市が設置、指定管理者として社団法人金沢職人大学校が運営）
- 金沢農業大学校（石川県金沢市が設置）（2006年3月4日開校[5]）
- 金沢林業大学校（石川県金沢市森林再生課）（2009年4月開校[6]）
- 公設国際貢献大学校 （岡山県新見市が設置、指定管理者として国際貢献大学校運営機構が運営）
- 市民大学校
  - とみおか市民大学校（群馬県富岡市）
  - 千葉市ことぶき大学校（千葉県千葉市）
  - ふなばし市民大学校（千葉県船橋市）
  - 成田市生涯大学校（千葉県成田市）
  - 白井市民大学校（千葉県白井市）
  - ものづくり夜間大学校（東京都板橋区、北区）
  - 高齢者大学校「グリーンカレッジ」（東京都板橋区）
  - 高砂大学校（石川県金沢市中央公民館彦三館）
  - ののいち町民大学校（石川県野々市市）
  - 掛川市民大学校（静岡県掛川市）
  - 姫路市立生涯学習大学校（兵庫県姫路市）
  - 姫路市立好古学園大学校（兵庫県姫路市）
  - 明石市立高齢者大学校あかねが丘学園（兵庫県明石市）
  - 橿原市高齢者大学校（奈良県橿原市）
  - 北九州市立年長者研修大学校（福岡県北九州市）

## 職業訓練法人による設置
職業訓練法人が設置するものには、次のものがある。
- 認定職業訓練による職業能力開発短期大学校
  - 山形工科短期大学校（職業訓練法人山形工科アカデミー）
  - 匠短期大学校（職業訓練法人匠国際職能開発協会）
  - 職業能力開発短期大学校東京建築カレッジ（職業訓練法人東京土建技術研修センター）
  - 国際リゾート短期大学校（職業訓練法人三重県サービス技能協会、平成3年4月開校、平成10年4月休校、平成18年11月自己破産申し立て）
  - 滋賀県調理短期大学校（職業訓練法人滋賀県調理技能協会）
  - 奈良調理短期大学校（職業訓練法人奈良県調理技能協会）
  - 岡山和服短期大学校（職業訓練法人岡山和服短期大学校）
  - 丸久ファッションアカデミー短期大学校（現: 丸久ファッションアカデミーセンター、職業訓練法人丸久職業訓練協会）
  - 高知県建設職業能力開発短期大学校（職業訓練法人高知県建設職業能力開発短期大学校）
  - 熊本職業訓練短期大学校（職業訓練法人熊本市職業訓練センター）
  - 鹿児島ホテル短期大学校（職業訓練法人鹿児島観光技能訓練協会）
  - 日本調理アカデミー（職業訓練法人東京都職業訓練協会）以下の課程がある。
    - 高度職業訓練専門課程 調理技術系調理技術科（2年制）
    - 普通職業訓練普通課程 日本料理科（1年制）
    - 普通職業訓練短期課程（3〜7日）
- 認定職業訓練による職業能力開発校
  - 名古屋建築技能大学校（職業訓練法人愛知県建設センター）

## 株式会社による設置
株式会社が設置するものには、次のものがある。自社の国家資格技術者を育成するための機関。
- 専門学校日産横浜自動車大学校（日産自動車[7]、専修学校）
- トヨタ自動車大学校（トヨタ自動車、専門学校・専修学校　東京・名古屋・神戸の3校）
- 郵政大学校（日本郵政、日本郵政グループの社員研修施設[8]）
- 認定職業訓練による職業能力開発短期大学校
  - 千秋庵製菓短期大学校（札幌千秋庵製菓）
  - デンソー工業技術短期大学校（現: デンソー工業学園、デンソー）
  - セイコーエプソン工科短期大学校（セイコーエプソン）
  - マツダ工業技術短期大学校（マツダ）
  - トーエネック技術短期大学校（トーエネック）
  - パナソニック電工工科短期大学校（パナソニック電工）（元: 松下電工工科短期大学校）
- 車検大学校（コバック、認定職業訓練施設）
- プレス工業技術短期大学校（プレス工業）
- 工科短期大学校（パナソニック）（元: 松下電器工科短期大学校[9]。海外会社社員を対象）
- ものづくり大学校（パナソニック）（元: 松下電器工学院。日本人社員を対象）
- 仕事大学校（パソナグループ）
- 人材創造大学校（パソナグループ、2010年4月設立）
- 信州自然大学校（ライジングサンホテルズアンドリゾーツ）
- 京都銀行金融大学校（京都銀行、2010年4月設立）
- お化け大学校（角川書店妖怪マガジン「怪」プロジェクト）
  - お化け大学校京都キャンパス（角川書店、東映太秦映画村）

## 学校法人による設置
私立学校法（昭和24年法律第270号）の第3条に基づく「学校法人」、および、「私立学校法の第64条第4項に基づく法人」（準学校法人）が設置するものには、次のものがある。
- 専門学校北海道福祉大学校（学校法人吉田学園、専修学校）
- 専門学校北海道体育大学校（学校法人吉田学園、専修学校）
- 専門学校北海道リハビリテーション大学校（学校法人吉田学園、専修学校）
- 専門学校北海道保健看護大学校（学校法人吉田学園、専修学校）
- 朝鮮大学校（学校法人東京朝鮮学園、各種学校）
- 専門学校国際情報工科大学校（学校法人新潟総合学院、専修学校）
- 日本航空大学校 石川（学校法人日本航空学園、専修学校）
- 日本航空大学校 北海道（学校法人日本航空学園、専修学校）
- 京都建築大学校（学校法人二本松学院、専修学校）
- 京都伝統工芸大学校（学校法人二本松学院、専修学校）
- 日本工科大学校（学校法人誠和学院、専門学校）
- 九州リハビリテーション大学校（学校法人東筑紫学園、専修学校）
- 専門学校北九州看護大学校（学校法人戸早学園、専修学校）
- 専門学校YICリハビリテーション大学校（学校法人昇陽学院、専修学校）
- 河原医療大学校（学校法人河原学園、専修学校）
- 日本医科学衛生福祉専門大学校（学校法人村上学園、専修学校）
- 日本医療ビジネス大学校（旧: 日本健康ビジネス専門学校）（学校法人村上学園、専修学校）
- ユマニテク医療福祉大学校（学校法人大橋学園、専修学校）
- 星槎保育士養成大学校（学校法人国際学園、星槎大学共生科学部エクステンションセンター）
- 自動車大学校
  - 専門学校北海道自動車大学校（学校法人吉田学園、専修学校）
  - 専門学校トヨタ東京自動車大学校（学校法人トヨタ東京整備学園、専門学校）
  - 専門学校トヨタ名古屋自動車大学校（学校法人トヨタ名古屋整備学園、専修学校）
  - 専門学校トヨタ神戸自動車大学校（学校法人トヨタ神戸整備学園、専修学校）
  - 専修学校群馬自動車大学校（学校法人小倉学園、専修学校）
  - 専修学校東京自動車大学校（学校法人小倉学園、専修学校）
  - 専門学校新潟国際自動車大学校（学校法人国際総合学園、専修学校）
  - 専修学校読売自動車大学校（学校法人読売理工学院、専修学校）
  - 中央自動車大学校（学校法人中央技術学園、専修学校）
  - 専門学校東京工科自動車大学校（中野、学校法人小山学園、専修学校）
  - 専門学校東京工科自動車大学校世田谷校（学校法人小山学園、専修学校）
  - 専門学校東京工科自動車大学校品川校（学校法人小山学園、専修学校）
  - 専門学校千葉県自動車総合大学校（学校法人日整学園、専修学校）
  - 専門学校北日本自動車大学校（学校法人土岐学園、専修学校）
  - 専修学校中部国際自動車大学校（学校法人土岐学園、専修学校）
  - 専門学校静岡工科自動車大学校（学校法人静岡自動車学園、専修学校）
  - 専門学校岡山自動車大学校（学校法人第一原田学園、専修学校）
  - 専門学校広島自動車大学校（学校法人古沢学園、専修学校）
  - 専門学校広島工学院大学校（学校法人古沢学園、専修学校）
  - 日本自動車大学校（学校法人日栄学園、専修学校）
  - 専門学校日産栃木自動車大学校（学校法人日産学園、専修学校）
  - 専門学校日産愛知自動車大学校（学校法人日産学園、専修学校）
  - 専門学校日産京都自動車大学校（学校法人日産学園、専修学校）
  - 水戸自動車大学校（学校法人八文字学園、専修学校）
  - 専門学校関東工業自動車大学校（学校法人正興産業、専修学校）
  - 専門学校北九州自動車大学校（学校法人ぜんりょう学園、専修学校）
  - 専門学校麻生工科自動車大学校（2008年度開校）（学校法人麻生塾、専修学校）
  - 専門学校埼玉自動車大学校（学校法人佐藤栄学園、専修学校）
  - 専門学校島根自動車工学専門大学校（学校法人平成坪内学園、専修学校）
  - 専門学校太田自動車大学校（学校法人大田アカデミー、専修学校）
  - 専門学校越生自動車大学校（学校法人一川学園、専修学校）
  - 専門学校花壇自動車大学校（学校法人角川学園、専修学校）
  - 専門学校昴学園自動車大学校（学校法人昴学園、専修学校）

## 政党による設置
政党が設置するものには、次のものがある。
- 自由民主党かながわ政治大学校（自由民主党神奈川県支部連合会）
- きょうと青年政治大学校（自由民主党京都府支部連合会）
- 自由民主党政治大学校なにわ塾（自由民主党大阪府支部連合会）

## 財団法人による設置
財団法人が設置するものには、次のものがある。
- 国際資源大学校（財団法人国際資源大学校[10]）
- 中国四国酪農大学校（財団法人中国四国酪農大学校[11]）
- 八ケ岳中央農業実践大学校（財団法人農村更生協会、専修学校）
- 自然農法大学校（財団法人微生物応用技術研究所）
- 自動車大学校
  - 専門学校花壇自動車整備大学校（財団法人角川学園、専修学校）
  - 専門学校赤門自動車整備大学校 （財団法人赤門学志院、専修学校）
- 日本情報処理短期大学校（財団法人つくば職業訓練教育財団。元・認定職業訓練による職業能力開発短期大学校）
- 市民大学校
  - 商人大学校（財団法人東京都中小企業振興公社）

## 社団法人による設置
社団法人が設置するものには、次のものがある。
- 金沢ボランティア大学校（社団法人金沢ボランティア大学校）
- 日本代協保険大学校（社団法人日本損害保険代理業協会）
- 中小企業技術経営大学校（社団法人先端技術産業戦略推進機構）
- 種子島営農大学校（社団法人西之表市農業管理センター、2008年開校）

## 一般社団法人による設置
一般社団法人が設置するものには、次のものがある。
- みんなの大学校（一般社団法人・みんなの大学校）

## 特定非営利活動法人による設置
特定非営利活動法人が設置するものには、次のものがある。
- 国際自然大学校（特定非営利活動法人国際自然大学校）
  - 国際自然大学校沖縄校（2010年4月1日設立）
- 北九州国際自然大学校（特定非営利活動法人北九州国際自然大学校）
- 日本起業家育成大学校（特定非営利活動法人日本起業家育成大学校）
- 発明大学校（特定非営利活動法人発明大学校）
- 健康大学校（特定非営利活動法人健康大学校）
- ダイレクトマーケティング協議会通販大学校（特定非営利活動法人ダイレクトマーケティング協議会通販大学校）
- シニア自然大学校（特定非営利活動法人シニア自然大学校）
- 京都レッツラーン大学校設立準備室（特定非営利活動法人学習開発研究所）
- 南魚沼市農業体験大学校（特定非営利活動法人六日町観光協会）
- かなぎ里山大学校（特定非営利活動法人かなぎ元気倶楽部）
- 市民大学校
  - 環境市民大学校（特定非営利活動法人環境市民大学校）
  - 生活者大学校（特定非営利活動法人遅筆堂文庫プロジェクト）
  - 北海道職人義塾大學校（特定非営利活動法人北海道職人義塾大學校）
  - 大阪府高齢者大学校（特定非営利活動法人大阪府高齢者大学校）

## 商工会議所による設置
商工会議所が設置するものには、次のものがある。
- 小樽観光大学校（小樽商工会議所）

## 商工組合による設置
商工組合が設置するものには、次のものがある。
- 自動車大学校
  - 千葉県自動車大学校（千葉県自動車整備商工組合、専修学校）

## 協同組合による設置
協同組合が設置するものには、次のものがある。
- 長野県JA大学校（農業協同組合、平成17年度で学生募集停止）
- 市民大学校
  - 鶴岡日本酒大学校（鶴岡酒造協同組合）

## 業界団体による設置
業界団体が設置するものには、次のものがある。
- 市民大学校
  - 吟醸酒大学校（日本吟醸酒協会）

## 個人による設置
- 自動車大学校
  - 専門学校日産愛媛自動車大学校（岡勉、個人立専修学校）
- 北海道セールス大学校 - ウェイバックマシン（2005年11月18日アーカイブ分）（成田和昭設立）

## 宗教法人による設置
宗教法人が設置するものには、次のものがある。
- 創価学会
  - 創価班大学校（創価学会男子部）
  - 牙城会新世紀大学校（牙城会大学校:創価学会男子部）
  - 男子部大学校（創価学会男子部） - 上記の2大学校を統合したものとして2018年に発足。

これらの大学校はいずれも私立学校法第3条に基づく学校法人創価学園及び学校法人創価大学並びにこれらが学校教育法に基づき設置する創価大学等の学校とは別の存在であり、創価学会男子部の人材育成グループとされている。

## 任意団体
任意団体としての大学校には、次のものがある。
- インターネット大学校
  - 国際印刷大学校[12]

## かつて存在した大学校
- 陸軍大学校 - 旧・日本陸軍に所属する陸軍軍人のうち、高級幹部を養成する目的で設置されたが、敗戦により廃止された。
- 海軍大学校 - 旧・日本海軍に所属する海軍軍人のうち、高級幹部を養成する目的で設置されたが、敗戦により廃止された。
- 中央鉄道学園 - 厳密的には大学校ではないが、旧国鉄時代には国鉄内部でのみ大卒扱いとみなされる大学課程が在り、通称として「鉄道大学校」と称されていた。
- 社会保険大学校 - 社会保険庁に置かれていた施設等機関（文教研修施設）で、社会保険事務所等で勤務する社会保険業務に従事する職員に対する社会保険に関する研修および研究等を行っていた。
- 農業者大学校 - 農林水産省所管の国立研究開発法人農業・食品産業技術総合研究機構が設置。2012年3月閉校。
- 静岡県立農林大学校（専修学校専門課程[3]） - 2022年3月閉校。
- 群馬県立保育大学校 - 2010年3月末廃止、各種学校。
- 愛知県立保育大学校 - 2000年廃止。
- 長崎県立保育短期大学校 - 廃止。
- 熊本県立保育大学校 - 2016年廃止、専修学校専門課程。
- 千葉県医療技術大学校 - 2011年3月末廃止、専修学校専門課程。
- 神奈川県立看護教育大学校 - 2002年度廃止。
- 中電工技術短期大学校 - 中電工が設置。2007年に廃止
- 日本電気工業技術短期大学校 - 日本電気が設置。1996年に廃止。
- 兵庫工科短期大学校 - 認定職業訓練による職業能力開発短期大学校。社団法人兵庫工業会が設置。1992年4月開校、2002年3月閉校。
- 佐賀県立有田窯業大学校（専修学校専門課程）- 2016年（平成28年）4月、4年制課程は、佐賀大学の新学部「芸術デザイン学部」、2年制課程および短期研修は、佐賀県窯業技術センター人材育成事業に移行。2019年3月閉校。